# Скрибоний Ларг
Скрибоний Ларг (на латински: Scribonius Largus) е римски лекар през 1 век по времето на император Клавдий.
Той е вероятно освободен гръцки роб. Той има връзки с двора на Клавдий и го придружава в неговия поход в Британия (43 г.) (comp. 163). Той има връзка също и с Гай Юлий Калист, на когото посвещава своето произведение Compositiones. Вероятно той е домашен лекар на Клавдий или на Месалина.
Между 44 и 48 г. той пише книгата Compositiones, което съдържа 271 подредени рецепти. Произведението му е ползвано от Марцел Емпирик.
Скрибоний Ларг дава в Prolog на Compositiones най-стария източник на Хипократовата клетва.

## Издания
- Sergio Sconocchia, Scribonii Largi compositiones. Teubner, Leipzig 1983
- Sergio Sconocchia, Concordantiae Scribonianae. Hildesheim 1988, ISBN 3-487-09116-X
- Scribonii Largi de compositione medicamentorum liber. 1529. Digital, Universitäts- und Landesbibliothek Düsseldorf